# 百巴镇
百巴镇，是中华人民共和国西藏自治区林芝市巴宜区下辖的一个乡镇级行政单位。

## 行政区划
百巴镇下辖以下地区：
百巴村、开朗村、大坝村、拉格村、连别村、强嘎村、章巴村、色贡村、折巴村、扎地村和增巴村。